# Овентон (Кентаки)
Овентон (енгл. Owenton) град је у америчкој савезној држави Кентаки.

## Демографија
По попису из 2010. године број становника је 1.327, што је 60 (-4,3%) становника мање него 2000. године.
| Група             | 2000.         | 2010.         |
| Белци             | 1.308 (94,3%) | 1.255 (94,6%) |
| Афроамериканци    | 40 (2,9%)     | 24 (1,8%)     |
| Азијати           | 8 (0,6%)      | 5 (0,4%)      |
| Хиспаноамериканци | 24 (1,7%)     | 15 (1,1%)     |
| Укупно            | 1.387         | 1.327         |